# Sampler 4
Sampler 4 ist der vierte Sampler der Hamburger Hip-Hop-Gruppe 187 Strassenbande, bestehend aus den Rappern Bonez MC, Gzuz, Maxwell, LX und Sa4. Das Album erschien am 18. Juli 2017 über die Labels Auf!Keinen!Fall! und Universal Music.

## Produktion
Fast das gesamte Album wurde von Jambeatz, dem Musikproduzenten der 187 Strassenbande, produziert. Lediglich die Instrumentals zu High Life und Lächeln stammen von Jumpa bzw. The Cratez.

## Covergestaltung
Das Albumcover zeigt die fünf Rapper der 187 Strassenbande, von links nach rechts: Sa4, Gzuz, Bonez MC, Maxwell und LX in Schwarz-weiß. Im Vordergrund sind der Mercedes CL 500 von Gzuz und der Titel Sampler 4 zu sehen. Am oberen Bildrand befindet sich der Schriftzug 187 Strassenbande präsentiert.

## Gastbeiträge
Lediglich auf einem Lied tritt neben den Rappern der 187 Strassenbande ein weiterer Künstler in Erscheinung. So ist der Rapper RAF Camora auf dem Song High Life zu hören.

## Titelliste
| #  | Titel              | Künstler                            | Produzent  | Länge |
| -- | ------------------ | ----------------------------------- | ---------- | ----- |
| 1  | Intro              | LX, Sa4, Maxwell                    | Jambeatz   | 3:20  |
| 2  | Mit den Jungz      | Gzuz, Bonez MC, LX                  | Jambeatz   | 3:52  |
| 3  | Millionär          | Bonez MC, Gzuz                      | Jambeatz   | 2:38  |
| 4  | High Life          | Bonez MC, RAF Camora, Gzuz, Maxwell | Jumpa      | 4:00  |
| 5  | 100er Batzen       | Sa4, Gzuz, Bonez MC, LX             | Jambeatz   | 3:31  |
| 6  | Zeit ist Geld      | Sa4, Bonez MC, Gzuz                 | Jambeatz   | 2:42  |
| 7  | 30er Zone          | LX, Sa4, Maxwell                    | Jambeatz   | 3:32  |
| 8  | Sitzheizung        | Gzuz, Bonez MC                      | Jambeatz   | 3:17  |
| 9  | 24/7               | LX                                  | Jambeatz   | 2:27  |
| 10 | Meine Message      | Maxwell                             | Jambeatz   | 2:45  |
| 11 | 10 Dinger          | LX, Maxwell                         | Jambeatz   | 2:35  |
| 12 | Was ist passiert?! | Bonez MC, LX, Gzuz                  | Jambeatz   | 3:41  |
| 13 | International      | Sa4                                 | Jambeatz   | 2:45  |
| 14 | Mit Absicht        | LX, Bonez MC, Maxwell               | Jambeatz   | 3:37  |
| 15 | Ballermann         | LX, Gzuz, Bonez MC                  | Jambeatz   | 3:09  |
| 16 | Lächeln            | Bonez MC                            | The Cratez | 3:18  |

## Chartplatzierungen und Singles
Sampler 4 stieg am 21. Juli 2017 auf Platz eins in die deutschen Albumcharts ein, obwohl das Album lediglich drei statt sieben Verkaufstage hatte, da es an einem Dienstag veröffentlicht wurde. In der folgenden Woche hielt sich der Sampler weiterhin auf Rang eins. Insgesamt konnte er sich 73 Wochen in den Top 100 halten. Auch in der Schweizer Hitparade erreichte das Album am 23. Juli 2017 die Chartspitze und konnte sich insgesamt 13 Wochen in den Top 100 platzieren. Am 28. Juli 2017 stieg das Album ebenfalls in den Ö3 Austria Top 40 auf der Spitzenposition ein, dort konnte es sich 40 Wochen in der Hitparade halten.
In den deutschen Album-Jahrescharts 2017 belegte Sampler 4 Platz 17, in Österreich Platz 29 sowie in der Schweiz Position 68. Auch in den deutschen Jahrescharts 2018 war das Album auf Rang 76 vertreten.
| ChartsChartplatzierungen | Höchstplatzierung | Wochen |
| ------------------------ | ----------------- | ------ |
| Deutschland (GfK)        | 1 (73 Wo.)        | 73     |
| Österreich (Ö3)          | 1 (40 Wo.)        | 40     |
| Schweiz (IFPI)           | 1 (13 Wo.)        | 13     |

| ChartsJahrescharts (2017) | Platzierung |
| ------------------------- | ----------- |
| Deutschland (GfK)         | 17          |
| Österreich (Ö3)           | 29          |
| Schweiz (IFPI)            | 68          |

| ChartsJahrescharts (2018) | Platzierung |
| ------------------------- | ----------- |
| Deutschland (GfK)         | 76          |

Am 11. Juli 2017 erschien die erste Single Mit den Jungz von Bonez MC, Gzuz und LX zum Download. Das Lied, zu dem auch ein Musikvideo gedreht wurde, erreichte Platz 11 der deutschen Charts. Ein weiteres Video zu 100er Batzen erschien am 8. August 2017.
Nach Albumveröffentlichung stiegen, bis auf den Song Mit Absicht, auch alle anderen Lieder des Samplers aufgrund hoher Streamingaufrufe und Einzeldownloads in die deutschen Singlecharts ein. Besonders hoch chartete der Track Millionär, der Platz 2 erreichte. Der von Bonez MC gesungene Refrain dieses Lieds ist melodisch an den Hit Zombie der irischen Rockband The Cranberries aus dem Jahr 1994 angelehnt.
Im Jahr 2023 wurde das Lied Millionär in Deutschland für 600.000 verkaufte Einheiten mit einer dreifachen Goldenen Schallplatte ausgezeichnet, zuvor erhielt es 2017 eine Goldene sowie 2020 eine Platin-Schallplatte; die Single Mit den Jungz erreichte 2022 Platinstatus. Darüber hinaus wurden die Songs Sitzheizung (2021), Lächeln und High Life (2023) in Deutschland mit einer Goldenen Schallplatte ausgezeichnet.

## Verkaufszahlen und Auszeichnungen
2018 erhielt der Sampler 4 für über 7.500 verkaufte Einheiten in Österreich eine Goldene Schallplatte. Im Jahr 2024 wurde er in Deutschland für mehr als 300.000 verkaufte Einheiten mit dreifach-Gold ausgezeichnet.
| Land/Region        | Auszeichnungen für Musikverkäufe (Land/Region, Auszeichnung, Verkäufe) | Verkäufe |
| ------------------ | ---------------------------------------------------------------------- | -------- |
| Deutschland (BVMI) | 3× Gold                                                                | 300.000  |
| Österreich (IFPI)  | Gold                                                                   | 7.500    |
| Insgesamt          | 2× Gold · 1× Platin ·                                                  | 307.500  |

## Rekorde
Das Album stellte in der ersten Verkaufswoche zwei neue Streaming-Rekorde auf dem Portal Spotify auf. Mit 22,9 Millionen Streams überflügelte Sampler 4 sowohl den bisherigen Rekordhalter für internationale Künstler Ed Sheeran, der mit seinem Album ÷ 22,1 Millionen Streams in Deutschland nach sieben Tagen erreichte, als auch den deutschen Rekordhalter Bushido, der mit dem Album Black Friday 14,6 Millionen Streams in der ersten Woche erzielte.

## Rezeption
| Professionelle Bewertungen | Professionelle Bewertungen |
| -------------------------- | -------------------------- |
| Kritiken                   |                            |
| Quelle                     | Bewertung                  |
| laut.de                    | [ 13 ]                     |

Dominik Lippe von laut.de bewertete Sampler 4 mit drei von möglichen fünf Punkten. Der Vortrag der Rapper sei gespickt mit „antiintellektuellen Ansagen mit sich durchaus ähnelnden, tiefen, voluminösen Stimmen“ und beinhalte teilweise „schmierigen Sexismus“. Die mit „drückenden Bässen versehenen“ Produktionen überzeugten und seien „einfach, aber effektiv“.
Skinny von der Internetseite rap.de bewertete Sampler 4 positiv. Auf dem Album liefere die 187 Strassenbande „das, was sie am besten kann: Lauten, kredibilen Straßenrap mit Ecken, Kanten und wuchtigen Produktionen“. Allerdings würden lediglich wenige Songs aufgrund des Beats oder des Gesangs von Bonez MC (Millionär, Mit Absicht) aus der Masse herausstechen, da inhaltlich nur „Altbewährtes“ erzählt werde. Insgesamt sei der Sampler jedoch „eine willkommene Rückkehr zu den Stärken der Bande“.
Steffen Uphoff von MZEE.com schrieb, „zu kaum einer Gruppierung passt der Begriff "Gangsterrap" besser.“ Insgesamt bewertete er den Sampler positiv und behauptete, „einen besseren Nachfolger könnte sich "Sampler 3" nicht wünschen.“
Bei der Echoverleihung 2018 wurde die 187 Strassenbande mit dem Album in der Kategorie Hip-Hop/Urban national nominiert.